# Nymphs
Nymphs (Nymfit) è una serie televisiva finlandese trasmessa sul canale MTV3 dal 24 marzo 2014.
Ispirata dalla mitologia greca, Nymphs è stata presentata come una serie soprannaturale con elementi di romanticismo e sessualità, la quale affronta temi come il potere femminile, l'indipendenza e l'amicizia. Protagoniste sono tre ninfe, Didi, Kati e Nadia, che vivono nella moderna Helsinki.
Parallelamente alla serie televisiva, è in produzione anche una serie di romanzi, il cui primo capitolo, Nymfit - Montpellierin legenda, è stato pubblicato il 29 agosto 2013. Sia i diritti televisivi che letterari sono stati venduti in decine di paesi; in Italia i diritti della serie sono stati acquistati dalla Dynit, dove Nymphs ha esordito in prima visione assoluta il 29 ottobre 2013 sul canale satellitare Sky Uno.

## Trama
Didi Tasson è una teenager che vive con una madre single iper protettiva che le impedisce di uscire con i ragazzi.
Vive una normale vita da liceale, se non fosse che non ha il ciclo mestruale e la luna piena le impedisce di dormire. Scopre il motivo di ciò durante il suo primo rapporto sessuale, quando il suo ragazzo muore in maniera misteriosa. Il giorno dopo viene prelevata da due donne, Kati e Nadia, che, con il consenso della madre, la portano a vivere con loro per proteggerla e le rivelano la verità sulla sua natura. Didi, come Kati, Nadia e molte altre, è una ninfa e ad ogni luna piena è condannata a dover assorbire con un rapporto sessuale la forza vitale degli uomini che seduce, pena il suo stesso deperimento e la morte.
Dopo un'iniziale riluttanza, la ragazza taglia i ponti col passato e va a vivere con le sue due nuove tutor che le insegnano le regole della sua nuova mistica esistenza, una su tutte: "non dovrai mai innamorarti di un umano". Didi inoltre porta su di sé un segno, il simbolo di un nodo, che secondo la leggenda ne farebbe la predestinata per liberare, in una notte di luna piena con eclissi lunare, tutte le ninfe dalla schiavitù dei Satiri che le tengono come schiave e da cui solo alcune, come Didi e Kati, riescono a fuggire. I satiri sono gli unici esseri maschili che possono accoppiarsi con le ninfe senza morire, contrariamente agli uomini.
Sulle sue tracce, oltre alla polizia, insospettita dalla scia di uomini morti che le ninfe si lasciano dietro da decenni, ed i satiri, mitologici nemici di sempre delle ninfe, vi è anche il suo amico d'infanzia Samuel, del quale non dovrà innamorarsi se non vuole che si aggiunga alla lista delle sue vittime. Con vari flashback durante la serie si scopre la storia millenaria di Kati e Nadia, del loro conflitto con i Satiri, delle trame intessute da Kati su Didi e della storia di Samuel, l'ultimo discendente di una compagnia di uomini che nell'antichità promisero alla ninfe di proteggerle dai Satiri, opera continuata nei secoli fino ai giorni d'oggi.
Infine, nella notte di luna piena con eclissi, avviene la liberazione delle ninfe ma non per opera di Didi bensì della vera ninfa portatrice del segno, che è sopravvissuta proprio perché protetta dai sotterfugi operati da Kati su Didi per far credere fosse lei la ninfa designata. Didi stessa può finalmente coronare il suo sogno ed avere il tanto agognato rapporto d'amore con Samuel.

## Episodi
| Stagione       | Episodi | Prima TV Finlandia | Prima TV Italia |
| -------------- | ------- | ------------------ | --------------- |
| Prima stagione | 12      | 2014               | 2013            |

## Personaggi e interpreti
- Didi Tasson, interpretata da Sara Soulié.
- Nadia Rapaccini, interpretata da Manuela Bosco.
- Kati Ordana, interpretata da Rebecca Viitala.
- Samuel Koski, interpretato da Jarkko Niemi.
- Erik Mann, interpretato da Ilkka Villi.
- Frida Fredriksdottir, interpretata da Malla Malmivaara.
- Jesper, interpretato da Pelle Heikkilä.